# Lacinipolia uliginosa
Lacinipolia uliginosa är en fjärilsart som beskrevs av Smith 1905. Lacinipolia uliginosa ingår i släktet Lacinipolia och familjen nattflyn. Inga underarter finns listade i Catalogue of Life.